# انحلال العظم
انحلال العظم (بالإنجليزية: Osteolysis)‏ هو تحلُّل نشط لقالب العظم من قبل ناقضة العظم (أوستيوكلاست أو هادمة العظم) أثناء التكوُّن الطبيعي لعظام صحية. يمكن اعتبار انحلال العظم كعملية منعكسة لتكوينه. عادة ما يحدث هذا الانحلال في الجزء القريب من العضو الصناعي إمّا بسبب استجابة مناعية أو تغّيرات في الحمولة الهيكلية للعظم. وقد تؤدي بعض الأمراض لانحلال العظم مثل: ورم العظم، الأكياس، والالتهاب المزمن.

## انحلال العظم في استبدال المفاصل
على الرغم من أن تحلُّل العظم عادة ما يكون مرتبطاًبالعديد من الأمراض أو مشاكل المفاصل، فإنَّ مصطلح «انحلال العظم» يُشير بشكل عام إلى مشكلة شائعة في استبدال المفاصل الاصطناعية; كالاستبدال الكامل للورك والاستبدال الكامل للركبة والاستبدال الكامل للكتف. انحلال العظم يمكن أن يرتبط أيضا بتغيُّرات تظهر في التصوير الإشعاعي لشخص مصاب بنخر عظم الفك المرتبط بالبايفوسفات.
هنالك العديد من الآليات البيولوجية التي قد تؤدي لانحلال العظم. في الاستبدال الكامل للورك، التفسير العام المقبول لانحلال العظم يتضمن اهتراء الجسيمات (اهتراء سطح التلامس للمفصل الكروي الاصطناعي). وفي أثناء محاولة الجسم لتنظيف هذه الجسيمات (عادة ما تتكون من البلاستيك أو المعدن) يُسبّب رد فعل مناعي ذاتي والذي يؤدي بدوره إلى نسج الجسم الطرية. ومن الممكن حدوث انحلال العظام مُبكرا بعد 12 شهرا من عملية الزراعة ويكون غالباً في تقدُّم مستمر. قد يتطلب ذلك مراجعة العملية الجراحية (استبدال العضو الصناعي). [بحاجة لمصدر]
على الرغم من أنّ انحلال العظم عديم الأعراض سريرياّ، إلا أنه قد يؤدي إلى خسارة الزرع أو كسور في العظم، والذي يؤدي بدوره إلى مشاكل طبية جديَّة.

## انحلال أقصى الترقوة
انحلال أقصى عظمة الترقوة غالباً ما يكون مرتبطاً بمشاكل رافعي الأثقال  مع المفاصل الأخرمية الترقوية الناتجة عن الضغوط القوية الموضوعة على الترقوة عند ملاقاتها للأخرم (امتداد لشوكة لوح الكتف). وهذه الحالة غالباً ما يُشار لها ب «كتف رافع الأثقال»  تخطيط الصدى readily depicts resorption of the distal clavicle as irregular cortical erosions, whereas the acromion remains intact.
تَصِف الصور المستخدمة للموجات فوق الصوتية تحلّل أقصى الترقوة كتآكل قشري غير منتظم، بينما الأخرم يبقى سليما. من النتائج المرتبطة بها تشمل محفظة مفصل منتفخة وانتفاخ الأنسجة الطرية وعدم استقرارية في المفاصل. عند الفحص الطبي، يلاحظ وجود إيلام في المفصل ومناورة التقريب نحو المحور الأفقية تسبب الألم. عادة ما يكون المفصل الأخرمي الترقوي مستقراً إلا أنه قد يوجد صوت طقطقة. مجال الحركة للمفصل الحُقّاني العضدي يجب أن يكون كاملاً.

## التشخيص التفريقي
قد يتضمن التشخيص التفريقي أسباب أيضية (فرط نشاط الغدة الدرقية)، 1. مناعية ذاتية (التهاب المفاصل الروماتيزمي) و 2. سرطانية (ورم نقوي متعدد). بما أن انحلال أقصى الترقوة عادة ما تصيب مفصلاً واحدا، فإن وجود التهاب يشير إلى إصابة المفصلين.

## العلاج
المرضى الذين يفشل علاجهم التحفظي، أولا يقومون بتحديد نشاطاتهم الحركية وقد يلجؤون إلى العلاج الجراحي. ويتم الامتناع عن إجراء الجراحة في الحالات العامة التي تمنع عنها الجراحة. معظم العمليات تتم باستخدام المخدر العام وبالتالي فإن العلاج غير الجراحي يستمر لهؤلاء المرضى الذين قد يتعرضون لمخاطر بسبب التخدير.
من العمليات الجراحية الشائعة لعلاج انحلال أقصى الترقوة هي إعادة تقطيع المنطقة القُصوى منها وبعد ذلك التخلُّص من بعض الميلليمترات من العظم من أقصى نهايته.

## التعامل مع المرض

### الأدوية
قد يتم إعطاء أدوية لتخفيف الألم والالتهاب، وقد يتم استخدام أدوية لمساعدة الجسم على تكوين خلايا عظم جديدة بشكل أسرع. يجب المتابعة مع الطبيب ومراجعته عند الشعور بأن الدواء غير فعال أو في حال وجود أعراض جانبية. كما يجب إخباره في حالة وجود حساسية تجاه أي دواء وإبقاء قائمة بجميع الأدوية والفيتامينات والأعشاب التي يتم أخذها مع الجرعات، مع إبقائها مع المريض دائماً لحالات الطوارئ.

### التمارين الرياضية
ممارسة التمارين الرياضية بحذر مع معرفة أنواع الرياضات الممكن ممارستها، حيث أن الرياضات التي تتطلب الإحتكاك الجسدي تزيد فرصة الإصابة بكسور في العظام.
يجب التواصل مع الطبيب في حالة:
8الشعور بألم في الصدر، الظهر، الورك، الأربية، الركبة أو القدم عند الحركة المفاجئة أو خلال الراحة.
- عند وجود استفسار عن الحالة الصحية.

يجب التوجه للطوارئ في حالة:
- وجود ألم شديد في مفاصل لا يزول بعد استخدام أدوية تخفيف الألم.
- عند عدم القدرة على تحريك المفصل المسبب للألم.